# 物部広泉
物部 広泉（もののべ の ひろいずみ）は、平安時代初期から前期にかけての貴族・医官。姓は首のち朝臣。官位は正五位下・内薬正。

## 経歴
伊予国風早郡（現在の愛媛県北条市）の出身で、のち平安京の左京に住んだ。若い頃から医術を学び多くの医書に通じた。
天長4年（827年）医博士兼典薬允に任ぜられ、のち淳和天皇の侍医に遷任し伊予掾・讃岐掾を兼ねた。仁明朝の承和6年（839年）外従五位下に叙せられる。承和12年（845年）内薬正を兼任すると、卒去までの約15年に亘って内薬正兼侍医を務めた。承和14年（847年）内位の従五位下に昇叙される。
文徳朝では、斉衡元年（854年）に従五位上に叙せられると共に、同年首姓から朝臣姓へ改姓している。清和朝の貞観元年（859年）正五位下に昇叙されるが、翌貞観2年（860年）10月3日卒去。享年76。最終官位は正五位下行内薬正兼侍医三河権守。

## 人物
薬石（薬や治療法）の道にかけては当時比肩する者がなかった。また、老いて髭や眉は真っ白になっても、皮膚に光沢があり身体はなお壮健であったという。養生書『摂養要決』全20巻を著し、世の中に広まったとされるが、現在は散逸して伝わらない。『金蘭方』の編纂者の一人ともされるが、これは偽選書に基づく誤り。

## 官歴
『六国史』による。
- 天長4年（827年） 日付不詳：医博士兼典薬允
- 時期不詳：侍医。兼伊予掾。兼讃岐掾。
- 承和6年（839年） 正月7日：外従五位下
- 承和12年（845年） 12月5日：内薬正、侍医如故
- 承和14年（847年） 正月7日：従五位下
- 嘉祥4年（851年） 正月11日：兼伊予権掾。4月8日：次侍従
- 仁寿4年（854年） 正月7日：従五位上。10月15日：首姓から朝臣姓に改姓
- 斉衡4年（857年） 正月14日：兼肥前介
- 天安2年（858年） 2月5日：兼三河権介
- 貞観元年（859年） 11月19日：正五位下
- 貞観2年（860年） 2月14日：兼三河権守。10月3日：卒去（正五位下行内薬正兼侍医三河権守）